# Popular music nella Repubblica Socialista Federale di Jugoslavia
La musica popolare Jugoslava include tutti i generi e sottogeneri della categoria sviluppati nelle sei repubbliche: RS Slovenia, RS Croazia, RS Bosnia ed Erzegovina, RS Montenegro, RS Macedonia, RS Serbia e le loro sub-unità: PSA Voivodina e PSA Kosovo. Il pop e la scena rock erano parte di un mercato discografico più ampio che comprendeva anche folk, musica classica, jazz, eccetera.

## Il contesto musicale nella RSF di Jugoslavia
La Repubblica Socialista Federale di Jugoslavia era uno dei membri fondatori del movimento dei paesi non allineati, non aderendo mai al Patto di Varsavia; . Questa posizione le consentì di essere molto più aperta alle e influenze occidentali e di conseguenza alla musica, in confronto agli altri stati socialisti.
La diffusione della musica occidentale nella penisola balcanica avveniva sin dai tempi del Regno di Jugoslavia, grazie a Elektroton, etichetta fondata nel 1938 con sede a Zagabria, specializzata, in un primo momento, nella diffusione di musica schlager da Inghilterra, Germania, Spagna, Francia, Stati Uniti e Italia. Solo nel 1944 iniziò a produrre anche artisti locali. Con l'avvento della RFS di Jugoslavia la casa discografica venne nazionalizzata e convertendo il suo nome in Jugoton. Divenne la più importante etichetta della federazione, punto di riferimento per l'accesso al mercato discografico occidentale. La casa discografica iniziò a concentrarsi sugli artisti locali la cui ispirazione traeva spunto dalla musica schlager prima, e dalla popular music poi. Tuttavia, la stessa etichetta curò anche tre diverse serie specializzate nella diffusione culturale: la Fonolingua, una sorta di corsi di lingua su vinile, la Fonoars, specializzata sia nella diffusione di musica classica e contemporanea, che nei compositori stranieri, perlopiù eseguita da musicisti croati, e Discothalia incentrata sulla diffusione del "parlato recitato", accompagnati in genere da sottofondi di folk e jazz, sia di autori locali che stranieri, narranti storie di rivoluzionari e patrioti con fini educativi e didattici.
Nel corso degli anni, all'interno delle varie repubbliche federali, sorsero nuove e importanti case discografiche. Nel 1958 venne fondata a Belgrado la PGP-RTB specializzata nella produzione di artisti serbi, senza un particolare programma. Nel suo catalogo infatti trovarono spazio sia musicisti eccentrici come Rambo Amadeus, che di stampo classico, come Milenko Stefanović.
Nel 1972 nasce a Zagabria la casa discografica Suzy, anche promotrice di eventi musicali.|titolo=Nel 1974 a [[Sarajevo}}]], vengono fondate: nella RS della Bosnia e Erzegovina, la Diskoton nella RS di Serbia a Belgrado la Jugodisk, e, nella RS di Slovenia, la ZKP RTLJ. Nei cataloghi delle varie etichette jugoslave trovano spazio, oltre che ad artisti jugoslavi, anche artisti di fama internazionale.
La RSF di Jugoslavia fu l'unico paese comunista che prese parte all'Eurovision Song Contest sin dal 1961,|titolo=prima ancora che alcune nazioni occidentali e della NATO, come il [[Portogallo}}]], l'Irlanda, la Grecia e la Turchia, aderissero, rispettivamente nel 1964, 1965, 1974 e 1975.
La musica d'oltre confine giungeva anche attraverso mezzi fortuiti, come, per esempio, le giostre. I giostrai itineranti, soprattutto francesi e italiani, portavano con sé le hit internazionali del momento, contribuendo indirettamente a diffondere i suoni europei e americani. Prima dell'avvento del mercato delle audiocassette, che consentiva economicamente di duplicare e scambiarsi musiche, la musica oltre confine utilizzava i programmi radio, di cui è particolarmente apprezzato e ricordato il programma Top Twenty in onda tutti i sabato su Radio Luxembourg.
Per anni la popular-music nella RSF di Jugoslavia si è sforzata di imitare le scene musicali europee e americane.
Così, per anni, la produzione di musica fu esclusiva delle etichette discografiche di stato, la cui censura era comunque molto blanda, in confronto ai paesi comunisti del blocco sovietico. Alla fine degli anni Settanta però, con l'avvento sulla scena internazionale della New Wave, rinominata sul luogo Novi Val, i musicisti jugoslavi iniziarono a cercare autonomamente spazi per i propri spettacoli e a produrre fanzine in linea con l'estetica punk. Con la comparsa in loco dei primi mangianastri iniziò anche timidamente a farsi strada l'idea di autoprodurre la propria musica attraverso canali non ufficiali con audiocassette in tirature limitate. Tuttavia restò ben saldo il mercato delle case discografiche di stato, in quanto, anche la contestazione, entro certi limiti, era non solo tollerata, ma favorita dal regime di finanziamento statale alla discografia, che produceva album al di là del loro effettivo impatto commerciale. Con la morte di Tito nel 1980, la musica rock iniziò ad essere portavoce del malcontento generale.
Non esplosero solo i movimenti artistici musicali, ma la rivoluzione fu totale: il gruppo, Novi Primitivizam della RS di Bosnia e Erzegovina era sostenuto da un particolare programma televisivo, mentre il collettivo, Neue Slowenische Kunst nella RS di Slovenia, era formato anche da gruppi teatrali, mentre il movimento Makedonska Streblja, nella RS di Macedonia si rifaceva più ai movimenti punk, influenzato anche da richiami religiosi e da uno stile musicale folcloristico-popolare. Caratteristica comune a questi movimenti, tutti sorti nella prima metà degli anni '80, era la contestazione e la satira sia nei confronti del potere che alla situazione sociale. Alle prime avvisaglie di guerra, lo yugo-rock aumentò la sua carica eversiva diventando ora voce anti-militarista, ora voce dei sentimenti nazionalistici.

## Albori dello Yugorock (1940 - 1950)
Una delle prime star che si mise in luce nella RSF di Jugoslavia, nonché uno dei suoi primi artisti di fama internazionale, fu il cantante pop Ivo Robić proveniente dalla Croazia. Inizia la sua attività nel 1943 cantando per la Radio di Stato di Zagabria, venuto infine alla ribalta sulla scena musicale jugoslava verso la fine degli anni quaranta. In seguito, si recò all'estero, raggiungendo quel successo internazionale da sempre agognato.
In Jugoslavia, il rock and roll inizia ad emergere negli anni Cinquanta grazie ad artisti come Elvis Presley, Bill Haley, Buddy Holly ed altri.
Le sale da ballo dell'epoca ripetevano incessantemente le cover dei classici del tempo. La scena nel complesso non andava più in là dell'imitazione più stereotipata.
Forse il più noto artista del periodo fu il serbo Mile Lojpur accreditato come primo rocker jugoslavo, per questo ripetutamente oggetto di grande rispetto, fra cui per esempio Nikola Čuturilo nell'album del 1988, "Devet Lakih Komada", con il brano "Kada Je Lojpur Svirao". Il primo rocker croato fu Karlo Metikoš poi spostatosi in Francia, dove, con lo pseudonimo di Matt Collins, si costruisce una carriera importante con collaborazioni prestigiose, tra cui, con Paul Anka e Jerry Lee Lewis.
Verso la fine del decennio emerse il cantante, Đorđe Marjanović, ancora considerato il più popolare cantante jugoslavo. Nel 1959 pubblica il primo album solista serbo per la radio PGP-RTS. Il cantante era famoso anche in URSS.

## Vokalno Instrumentalni Sastav[30](1960)
Gli anni Sessanta furono caratterizzati dall'influenza della Beatlemania. Molti gruppi jugoslavi traevano ispirazione dai Beatles o dai Rolling Stones. All'epoca, un'importante ed economica fonte di informazione per i giovani per seguire gli sviluppi della musica rock nel mondo, era Radio Luxembourg. Negli anni '60 in Jugoslavia, fu concesso ad artisti inglesi la possibilità di esibirsi in concerto in Jugoslavia, ad esempio i The Searchers, e i The Hollies. Tale concessione fu reciproca, anche diversi musicisti jugoslavi suonarono in Europa, soprattutto Italia e Austria.
In questo periodo emersero anche numerosi gruppi, denominati, VIS, essenzialmente emulazione del fenomeno beat, ispirati dagli allora popolari Cliff Richard e dagli The Shadows, dei quali ricalcavano ostentatamente il look. Bijele Strijele e i Siluete, i primi croati e i secondi serbi, si formarono entrambi nel 1961. I croati Crveni Koralji, formati nel 1962, vinsero per ben tre volte il premio quale migliore band sulla rivista "Ritam". Meno famosi era invece i serbi Zlatni Decaci, e i croati Delfin, anch'essi formatisi nel 1962. Nel 1963 a Belgrado si formano i Samonikli e i Crni Biseri. A Skopje i più popolari furono i Bisbez, considerati "i Beatles della Macedonia", formati sulle ceneri di altri due misconosciuti gruppi, i Biseri e i Bezimeni.
A metà anni '60 molti gruppi come i Džentlmeni, i Roboti e un'aggiornata line-up dei Siluete erano influenzati dal rhythm and blues e dai gruppi pop internazionali. Iniziarono ad emergere anche gruppi di ispirazione mod. I gruppi popolari a livello internazionale come The Animals, The Byrds, The Monkees, The Kinks, The Who, Manfred Man e altri. Il garage rock, oggi noto anche come proto-punk, divenne popolare. Il leader dei Siluete, Zoran Miscevic, divenne per gli jugoslavi, un'icona, creando scalpore per i suoi atteggiamenti sul palco, trasgressivi, e per il look dai capelli lunghi. Il loro maggiore rivale, il gruppo Elipse si distingueva dagli altri, grazie soprattutto al loro cantante, lo studente congolese Edi Dekeng, in grado di influenzare il gruppo attraverso la musica soul.
La cantante croata Tereza Kesovija rappresentò Monaco durate l'Eurovision Song Contest del 1966.
Uno delle formazioni più influenti fra i vari gruppi jugoslavi furono i bosniaci Indexi. Il gruppo nasce a Sarajevo nel 1962, e che per anni eseguirono esclusivamente cover, finché nel 1967 non iniziarono a comporre brani originali.. Erano influenzati principalmente dagli The Shadows e dai pluri-imitati The Beatles, di cui cercavano di ricalcare le orme. Si emanciparono poi verso sonorità più psichedeliche, ricordati come il primo, o uno dei primi, gruppi rock jugoslavi ad aver prodotto qualche brano che avesse anche qualche elemento originale, rendendo la loro musica qualcosa di più che una copia.
Kornelije Kovač, il tastierista degli Indexi lasciò lo storico gruppo nel 1968 formando a Belgrado, e nello stesso anno, un altro importante gruppo, i Grupa 220. Collaborava con loro agli esordi Piko Stančić che si rivelò uno dei più importanti musicisti, produttori e arrangiatori in tutta scena jugoslava.
Un altro importante gruppo del tempo furono gli Ambasadori. Zdravko Čolić militava sia negli Ambasadori che nei Korni Grupa. In seguito Zdravko Čolić inizia una carriera solista che lo condusse al successo. Fra i più noti cantanti pop del periodo vi sono Boba Stefanović e la vocalist Josipa Lisac.
In Jugoslavia venivano organizzati molti festival di musica pop e rock, in cui la qualità della proposte musicali non erano di molto inferiori alle varie edizioni del più blasonato Eurovision Song Contests. Fra i più importanti festival vi sono: i croati Festival di Spalato e Festival di Abbazia, il serbo Beogradsko proleće a Belgrado, il macedone Skopje Fest, e il bosniaco, Vaš šlager Sezone.

## Akustičari(1968 - 1975)
Il 1968 fu caratterizzato dalle proteste giovanili che si diffusero a macchia d'olio in larga gran parte del mondo, incluse diverse città jugoslave. Come in altri paesi le proteste furono innescati da motivi apparentemente futili. Il 2 giugno 1968 molti studenti volevano partecipare ad un concerto oramai esaurito. L'eccessiva e dura risposta da parte della polizia innescò l'indignazione generale. L'Università di Belgrado venne occupata e rinominata dagli studenti come "Red Karl Marx University". La risposta da parte della reggenza dittatoriale di Tito fu di assoluta repressione.
Sotto l'influenza di celebrità come Bob Dylan e Joan Baez, molti giovani jugoslavi imbracciarono la chitarra e si definirono "akustičari", o suonatori di musica acustica, contrariamente agli altri impegnati a suonare "električari", musica elettrica.
Questa modifica nello stile, ha portato alla nascita di un movimento folk-singer jugoslavo, di cui, uno dei primi e più importanti era rappresentato da Ivica Percl, già nei Roboti, "armato" di chitarra acustica e armonica a bocca, secondo la migliore tradizione americana, unendo la sua attività di musicista a quella di contestatore pacifista.
La musica jugoslava venne anche caratterizzata dalla presenza di cantautori, che tendevano ad enfatizzare le loro poesie sugli sfondi musicali, in genere utilizzando o una chitarra acustica o un piano. Alcuni di loro vennero anche influenzati dalla chanson francese o dal folk rock.
Arsen Dedić fu uno dei primi acclamati cantautori croati, la cui carriera iniziò negli anni '60. Divenne popolare principalmente nella sua terra, mentre nel resto della Jugoslavia venne apprezzato prevalentemente dalle fasce dei meno giovani.
Un altro importante artista fu Đorđe Balašević nato nella regione autonoma serba della Vojvodina, precisamente a Novi Sad. La sua carriera inizia negli anni '70 come membro degli Žetva e dei Rani Mraz, prima di iniziare una carriera solista, all'inizio all'insegna di un rock acustico e dopo sempre più influenzato da elementi pop e di originali elementi della musica autoctona della Vojvodina, e di ballate cariche di melanconia. Da Sarajevo invece, giunse la più importante cantante del periodo, Jadranka Stojaković nota per aver cantato per la sua nazione durante le Olimpiadi invernali del 1984 in Bosnia.. Da 1988 si è trasferita in Giappone. Dalla Slovenia, noto soprattutto per le sue liriche socialmente impegnate, arriva, Marko Brecelj, già membro dei Buldožer.

## Disco-music (1973 - 1980)
La musica disco, che ha influenzato il mondo intero in quel periodo, non risparmiò neanche la Jugoslavia.
Gruppi noti solo localmente come i Mirzino Jato, vennero indubbiamente influenzati dai più noti Boney M., seppur nella loro musica trovi spazio un uso caratteristico dei cori tipici delle regioni balcaniche. I Boney M. erano molto famosi in Jugoslavia, grazie al gossip sulla vita privata del loro front-man Bobby Farrel che sposò una donna macedone, Šuto Orizari.
Zdravko Čolić fu uno degli autori più rappresentativi della disco jugoslava, reso noto grazie ad uno storico concerto a Belgrado del 5 settembre 1978 allo stadio Marakana al quale parteciparono 60 000 persone. Al concerto parteciparono anche diversi artisti della allora Germania Est.Uno dei più noti brani dance del periodo era il tema ideato da Dado Topić per l'apertura del film "Nacionalna klasa", del 1979, con Dragan Nikolić nel ruolo di protagonista.

## Hard Rock (1977 - 1983)
I Gordi, attivi sin dal 1977, sono stati una delle prime band jugoslave di Heavy metal ricordati come i pionieri del genere.
Il gruppo Riblja Čorba, si fece conoscere per le loro liriche provocanti e le attitudini politicamente scorrette del loro frontman Bora Đorđević, diventando presto uno dei più importanti gruppi jugoslavi e del rock serbo di sempre. Il batterista dei Riblja Čorba, Vicko Milatović, formò la band heavy metal Warriors, con la quale si spostò in Canada, pubblicando successivamente un album per il mercato estero.
Un altro importante gruppo furono i Divlje Jagode da Bihać, il cui chitarrista Sead "Zele" Lipovača ebbe una breve carriera internazionale nel 1987 sotto lo pseudonimo di Wild Strawberries.
Un altro importante gruppo bosniaco furono i Vatreni Poljubac capitanati da Milić Vukašinović, già membro dei Bijelo Dugme.
Altre note metal band, Hard rock e Heavy metal includono, dalla Serbia, i Generacija 5, i Rok Mašina, i Kerber e i Griva. Dalla Croazia gli Osmi Putnik e i Crna Udovica, scioltisi dopo il conflitto e confluiti in altri gruppi o progetti solisti.  Dalla Slovenia i Pomaranča. Dalla Macedonia, i Concorde. Nel glam-rock si distinsero invece i Karizma e gli Osvajači.

## Novi Val (1976 - 1988)
Novi Val in bosniaco, croato e sloveno, detto anche Novi Talas in serbo, e scritto anche Нови талас in cirillico-serbo, o Нов бран, Novi Bran in macedone è la traduzione letterale di New Wave. È un termine postumo, coniato dalla critica del settore per individuare il fenomeno della New Wave jugoslavo, per cui ha un significato leggermente diverso rispetto all'uso del termine utilizzato in Europa e in America, accomunando, di comodo, oltre al punk e alla new wave stessa, anche il post-punk, il garage, e talvolta il più convenzionale rock anni '80 più.

## Il punk rock jugoslavo
Il punk rock in Jugoslavia emerse verso la fine del decennio, per imitazione di gruppi inglesi e statunitensi, principalmente i Sex Pistols e i The Clash, ma anche influenzato dal proto-punk di band come MC5, New York Dolls.
In concomitanza dell'evolversi della scena, nella consueta estetica punk, iniziarono a fiorire delle DIY punkzine, come ad esempio la Bolji život.
I gruppi punk in Jugoslavia furono i primi gruppi punk nati in uno stato socialista.
Tra i primi gruppi vi sono da Lubiana, gli sloveni Pankrti formati nel 1977 e da Fiume, i croati Paraf. I primi concerti del gruppo sloveno furono interrotti, e i membri del gruppo convocati e interrogati dalle autorità comuniste sulle intenzioni comunicative del loro spettacolo. Tuttavia la SKOJ cioè la gioventù comunista del partito, nonché organo del regime, si fece promotrice ed organizzatrice dei primi concerti del gruppo.
Questo fatto è singolare, e mostra come in Jugoslavia, non c'era una distinzione netta tra la cultura underground e il rock socialmente accettato.
Verso la fine degli anni '70 e gli inizi degli anni '80 a Belgrado si formarono: gli Urbana Gerila, i Radnička Kontrola e molti altri gruppi.

## Le sfaccettature della Novi Val
Il movimento della New Wave, con tutti i differenti stili che la compongono, come Punk rock, Ska, Raggae, Two Tone, Power pop, Mod Revival, ecc, era promosso in Jugoslavia attraverso la riviste di Zagabria, Polet e da Belgrado, la rivista Džuboks nonché da programmi televisivi come Rokenroler, noto per i video clip. Gruppi new wave, o per meglio dire, novi val jugoslavi erano Šarlo Akrobata, Idoli, Azra, Električni Orgazam, Haustor, Film, Laboratorija Zvuka, Lačni Franz, Cilindar e molti altri, oggi considerati leggendari.
Agli inizi degli anni '80 questi gruppi tentarono una vera e propria sperimentazione. Dušan Kojić-Koja, bassista dei Šarlo Akrobata formò i Disciplina Kičme, un'interessante miscela di punk rock, funk, jazz e hiphop. Il gruppo ebbe anche un discreto successo internazionale, passando su MTV.
Zoran Kostić-Cane, il cantante dei Radnička Kontrola, formò i Partibrejkers, un gruppo dal suono rétro garage rock.
I gruppi, Idoli, Prljavo Kazalište e Film, poi uniti come Jura Stublić i Film, abbracciarono lo stile pop-rock, raggiungendo un discreto successo. La band Azra si spostò gradualmente verso un rock dalle sonorità più convenzionali. Il loro cantante, Johnny Štulić iniziò spettacoli in cui fondeva musica e poesia. Gli Električni Orgazam attraversarono una fase psichedelica, ed infine si concentrarono su sonorità ispirate al rock degli anni '60.
Figura di spicco della dance pop fu invece Oliver Mandić, che, attraverso il suo look androgino, scandalizzava il pubblico, atteggiamento tipico dei gruppi pop elettronici del periodo.
Un membro dei Riblja čorba, Momčilo Bajagić Bajaga, formò i Bajaga i Instruktori. Dopo, Dejan Cukić, uno dei membri degli Instruktori lasciò il gruppo e iniziò una proficua carriera solista.
Altri gruppi pop del periodo furono, da Spalato, in Croazia, i veterani Novi Fosili e i Magazin, caratterizzati entrambi da una vocalist donna.
L'immagine della musica pop jugoslava nel 1983 è segnato dal cantante Danijel Popović, che partecipò all'Eurovision Song Contest a Monaco diventando noto e apprezzato in larga parte dell'Europa.
Alcuni duetti noti del periodo furono "Principeza" fra Dado Topić e la macedone Slađana Milošević e "Jabuke i vino" fra 'Željko Bebek e Zana Nimani.
Zana Nimani è un'importante rappresentante della minoranza albanese nella federazione. Originariamente cantante del gruppo Zana, iniziò poi una carriera solista.
La trasmissione televisiva più nota del periodo fu "Hit meseca", traducibile come il tormentone del mese, sorta di versione jugoslava del più noto, Top of the Pops. Riviste popolari fra i giovani furono la ITD, della quale esisteva anche una versione, in un formato più grande, chiamata Super ITD, la rivista Rock, e la già citata Džuboks.
Il gruppo punk Pekinška Patka virò verso uno stile post-punk dai suoni dark, e, dopo l'acclamato album del 1981, "Strah od monotonije" si sciolse. Altre importanti gruppi come i Paraf, abbracciarono i suoni psichedelici con l'album del 1982, "Izleti" inaspriti da elementi post-punk. Gli Električni Orgazam, dalle sonorità simili, si fecero conoscere con il loro album del 1982, "Lišće prekriva Lisabon".
I Beograd, gruppo che omaggiava la propria natia città di Belgrado sin dal nome, gli sloveni Videosex capeggiati da Anja Rupel, il duo croato Denis & Denis, la cui cantante Marina Perazić iniziò poi una carriera solista, Laki Pinvini, D'Boys, capeggiato da Peđa D' Boy, i macedoni Bastion, furono i nomi di maggiore spicco della scena synth-pop jugoslava.
Ispirati dai Roxy Music e dai Japan, i Dorian Gray e i Boa, entrambi gruppi originari di Zagabria, tentarono, ma per poco tempo, lo stile dell'art-rock. Il leader dei Dorian Gray, Massimo Savić, inizia poi una carriera solista mentre i Boa, attivi dagli anni '70, si convertono alla moda del New Romantic, strada già battuta dai serbi Jakarta. Nel 1990 i Boa aprirono un concerto di David Bowie allo stadio Maksimir.

## Novi Primitivizam (1981 - 1991)
La repubblica socialista della Bosnia ed Erzegovina non tenne il passo delle Novi Val croate e Serba. Le diverse influenze incubate negli anni, esplosero agli inizi degli anni '80 a Sarajevo, con il movimento dei Novi Primitivizam, e in particolare dal quartiere di Koševo. Il movimento era identificato con i Zabranjeno Pušenje, e gli 'Elvis J. Kurtović & His Meteors bands. Il gruppo fu l'incubatore di diverse e importanti personalità, fra cui Elvis J. Kurtović, dr. Nele Karajlić, Rizo Petranović, Mr. Sejo Sexon, Malkolm Muharem, Dražen Ričl, Branko "Đuro" Đurić, Boris Šiber, Zenit Đozić, e molti altri.
Nato inizialmente come segmento del programma radio di Boro Kontić, Primus su Radio Sarajevo "Top Lista Nadrealista" riscosse un notevole successo e nel 1984 approdò in televisione. Gli sketch satirici, a cui presero parte diversi musicisti fra cui Elvis J. Kurtović, Sejo Sexon, Rambo Amadeus, Bora Čorba, Davor Gobac, Saša Lošić, Dino Merlin, sembrano profetizzare la tragedia imminente della Jugoslavia. Il gruppo ha acquisito grande popolarità in Bosnia, grazie a una nuova estetica, diretta proiezione della cultura di strada. L'approccio artistico del Novi Primitivizam era soprattutto ironico, basato sulla comune radice del sottobosco culturale del popolo bosniaco.

## Neue Slowenische Kunst (1984 - 1991)
Per la sua posizione geografica la Slovenia era lo stato della Jugoslavia più occidentalizzato. Era molto più facile per i musicisti di questa nazione, non solo ricevere informazioni sulle novità nel panorama musicale europeo, ma anche visitare direttamente le vicine Italia o Austria.
Fondato nel 1984 il movimento Neue Slowenische Kunst seguiva un'estetica simile alla scena industrial, ostentando simboli e icone totalitariste. Sin dal nome, volutamente tedesco, si richiamava alla memoria le difficili relazioni tra la Germania e la Slovenia occupata dai nazisti durante la seconda guerra mondiale.
Le figure più conosciute del movimento sono però il gruppo musicale Laibach, fondato già nel 1980 nella piccola città di Trbovlje. Dopo diverse audiocassette autoprodotte, divennero celebri nel 1985 con l'album "Nova Akropola" uscito per la Red Cherry, in cui mostravano un sapiente uso di elementi industrial, jazz, campionamenti di musica classicae una spiccata attitudine teatrale che sempre erano stati presenti nella loro carriera. Nel 1999 con la partecipazione di Anja Rupel figurarono su MTV con una funerea cover di "Across the Universe" dei The Beatles.
Un altro gruppo importante assimilabile al movimento sono i Borghesia formati nel 1982 a Lubiana, le cui cupe composizioni EBM, sembrano profetizzare la tragedia che avrebbe distrutto la Repubblica Socialista Jugoslava.

## Makedonska Streblja (1983 - 1991)
Nella Repubblica Socialista di Macedonia erano presenti diversi gruppi dalle sonorità post-punk, fra cui Telonauka Sovršena e i Mizar entrambi costituiti nel 1983. Dello stesso anno i Padot na Vizantija furono i predecessori di uno dei più importanti movimenti controculturali della Jugoslavia: Makedonska Streljba, che portò nella musica punk, influenze folk macedoni e riferimenti alla religione ortodossa orientale. Centrale fonte di ispirazione per questi gruppi, e per il movimento, era la cultura bizantina, di cui la Macedonia era permeata. Il forte background politico e ideologico inteso a sottolineare i distinti valori nazionali e identitari è stato considerato come una provocazione secessionista da parte del governo comunista di allora, che praticava una politica volta ad eliminare le differenze culturali delle varie repubbliche per mantenere la coesione della nazione. Pertanto i protagonisti di questa innovazione culturale venivano ostacolati. A differenza del movimento sloveno NSK, proteso verso le avanguardie tecnologiche, i fautori del Makedonska Streljba erano protesi alla ricerca di un lontano passato per trovare ispirazione. Con l'indipendenza della Macedonia, uscita dalla Repubblica Socialista Jugoslava nel 1992, i membri del movimento si sono trovati in una situazione imbarazzante, visti come precursori degli istinti nazionalistici della regione diventarono improvvisamente accettati dal potere di nuova costituzione che non oppose resistenza ai vari revival popolari in corso degli anni '90. In Macedonia al giorno d'oggi, è generalmente accettato che il movimento Makedonska Streljba è una pietra miliare della cultura moderna.

## La guerra e le sue conseguenze
Un anno dopo l'Eurovision Song Contest tenutosi a Zagabria nella Repubblica Socialista di Croazia, la scena musicale della Repubblica Socialista di Jugoslavia cessò di esistere. La repubblica sociale federale collassò.
Tajči divenne una delle ultime pop star jugoslave. Prima della disintegrazione del suo paese emigrò negli Stati Uniti d'America.
Con lo scoppio della guerra balcanica, molti musicisti aderirono ad attività anti-militariste, prima che i vari nazionalisti iniziassero ad attaccare il proprio paese. Nel 1992, il supergruppo serbo Rimtutituki, formato dai membri dei Partibrejkers, EKV e Električni Orgazam, produssero una canzone anti-militarista, ma, dato che le autorità non concessero loro di promuoverla negli spettacoli, improvvisarono una performance itinerante su un camion per le vie di Belgrado.
Durante la guerra d'indipendenza croata, diversi musicisti presero parte a progetti come le compilation anti-militariste "Moja Domovina" e "Rock za Hrvatsku". Tuttavia, altri artisti dello yugorock come Riblja Čorba usarono la loro musica come megafono per proclami nazionalisti.
Le scene locali nei paesi indipendenti che sono emersi dopo la dissoluzione della Jugoslavia continuarono ad esistere, anche se alcuni protagonisti del mondo musicale avevano duramente sofferto durante la guerra. La scena musicale continuò persino nei rifugi durante l'assedio di Sarajevo e un'importante raccolta che documenta il rock della capitale dell'attuale Bosnia ed Erzegovina sotto assedio è "Radio Zid Sarajevo, Stichting Popmuziek Nederland" pubblicata nel 1995.

## Libri sul tema
- Janjatović, Petar. Ilustrovana Enciklopedija Yu Rocka 1960-1997, edito da: Geopoetika, 1997, su geopoetika.com. URL consultato il 9 settembre 2012 (archiviato dall'url originale l'11 luglio 2011).
- Petar Janjatović "EX YU ROCK enciklopedija 1960-2006" (archiviato dall'url originale il 3 gennaio 2013). ISBN 978-86-905317-1-4
- Janjatović, Petar. Drugom stranom - Almanah novog talasa u SFRJ , 1983
- Dragan Pavlov and Dejan Šunjka Punk u Jugoslaviji (Punk in Yugoslavia),edito da: IGP Dedalus, Yugoslavia, 1990

## Antologie e documentari

### Antologie
- Artisti Vari "Novi Punk Val" (ZKP RTLJ, 1980)

La prima ondata punk dalla RSF di Jugoslavia. Copre il periodo '78-'80. Comprende artisti come Pankrti, Paraf, Prljavo kazalište, Termiti ed altri.
- Artisti Vari "Artistička Radna Akcija" (Jugoton, 1980)

Prima importante raccolta di musica punk e new wave, con Radnička Kontrola, Bezobrazno Zeleno, Profili Profili, Defektno Efektni, Urbana Gerila ed altri.
- Artisti Vari "Paket Aranžman" (Jugoton, 1980)

Seconda testimonianza della New Wave Jugoslava, con artisti come Šarlo Akrobata, Idoli e Električni Orgazam.
- Artisti Vari "Svi Marš na Ples!" (Jugoton, 1980)

Antologia dedicata alle sonorità meno spigolose della Novi Val, con Aerodrom, Laboratorija Zvuka ed altri.
- Artisti Vari "Vrući Dani i Vrele Noći" (Jugoton, 1982)

Raccolta dei migliori singoli di note band new wave jugoslave.
- Artisti Vari "YU retROCKspektiva, vol 1 - 10" (Komuna, 1994)

Utilissima retrospettiva in dieci volumi sullo yugorock realizzata dai critici musicali serbi Bogoljub Mijatović e Peca Popović.

### Documentari
- Igor Mirković "Sretno Dijete" (2003)

nostalgica autobiografia di Mirković, che fotografa l'emergere del Novi Val in Jugoslavia. Il film contiene rari spezzoni di concerti di gruppi del periodo.
- Michael Benson "Prerokbe Ognja in Slovenian/Predictions of Fire" (1996)

documentario sul movimento sloveno Neue Slowenische Kunst